# Редер, Эггерт
Эггерт Редер (нем. Eggert Reeder, 22 июля 1894, Айдерштадт, Пруссия — 22 ноября 1959, Вупперталь, Северный Рейн-Вестфалия) — нацистский деятель, юрист, чиновник, правитель ряда оккупированных регионов. Группенфюрер СС с 9 ноября 1943.

## Биография
Родился 22 июля 1894 года в Хольмхофе, Крайс Айдерштадт в Шлезвиг-Гольштейне. Его отец был землевладельцем и временным «ландратом» в Айдерштадте. Его бабушка и дедушка по отцовской и материнской линии были протестантами и землевладельцами. Начальное образование получил в Ландшуле в Поппенбюлле, аттестат о среднем образовании — в Королевской гимназии Германа Таста в Хузуме.
Участник Первой мировой войны, несколько раз был ранен. Прошел все ступени служебной лестницы от рядового до лейтенанта, был награждён Железным крестом первого и второго класса.
18 октября 1918 года поступил учиться в Галле-Виттенбергский университет на факультет права и государственного управления по специальности «административное право». Во время учёбы возглавил подразделение фрайкора в Галле для борьбы с местными коммунистами.
Затем служил судебным клерком и чиновником. Член НСДАП с 1933 года, СС с 1939.
Участвовал в планировании вторжения в Бельгию. Во время Второй мировой войны был гражданским администратором захваченных вермахтом Бельгии и Северной Франции под руководством высшего руководителя оккупационной администрации Бельгии генерала Александра фон Фалькенхаузена.
Во время Холокоста старался не допустить депортации в лагеря смерти бельгийских евреев. В основном ему и нескольким другим лицам (в частности, это Робер де Фой, о роли которого в оккупированной Бельгии историки спорят до сих пор), сотрудничавшим ради достижения этой цели, удалось предотвратить их гибель, однако большое число еврейских беженцев из других стран, находившихся в Бельгии, было депортировано из страны и уничтожено.
После войны Редер был осуждён и отправлен в Германию, где сразу же помилован канцлером Конрадом Аденауэром.
Умер 22 ноября 1959 года в Вуппертале.

## Звания в СС
Редер вступил в ряды СС в 1939 году с одновременным получением звания штандартенфюрера и далее до группенфюрера в 1943 году.
- Штандартенфюрер — 31 августа 1939 года.
- Оберфюрер — 9 ноября 1939 года.
- Бригадефюрер — 21 ноября 1940 года
- Группенфюрер — 9 ноября 1943 года.

## Награды
- Железный крест 1 и 2 класса (1914—1918).
- Орден Леопольда I (1938)